# Kariner Land
Kariner Land este o arie protejată (arie de protecție specială avifaunistică — SPA) din Germania întinsă pe o suprafață de 8.671 ha, integral pe uscat.

## Localizare
Centrul sitului Kariner Land este situat la coordonatele 53°59′18″N 11°46′13″E / 53.9883°N 11.7703°E.

## Înființare
Situl Kariner Land a fost declarat arie de protecție specială avifaunistică în aprilie 2008 pentru a proteja 15 specii de animale.

## Biodiversitate
Situată în ecoregiunea continentală, aria protejată nu include niciun habitat protejat.
La baza desemnării sitului se află mai multe specii protejate de  păsări (15): pescăruș albastru (Alcedo atthis), rață lingurar (Anas clypeata), rață-cu-cap-castaniu (Aythya ferina), barză albă (Ciconia ciconia ciconia), erete de stuf (Circus aeruginosus), cristeiul de câmp (Crex crex), ciocănitoare neagră (Dryocopus martius), muscar (Ficedula parva), Grus grus grus, codalb (Haliaeetus albicilla), sfrâncioc roșiatic (Lanius collurio), gaia roșie (Milvus milvus), viespar (Pernis apivorus), chiră de baltă (Sterna hirundo), silvie porumbacă (Sylvia nisoria).